# حمید شوکت
حمید شوکت (متولد ۱۳۲۷) نویسنده و تاریخ‌نگار است.

## زندگی
شوکت در سال ۱۳۲۷ در تهران متولد شد. در سال ۱۳۴۶ او به آمریکا رفت. در آمریکا در مبارزات علیه جنگ ویتنام شرکت کرد و با پیوستن به جریان چپ، عضو سازمان دانشجویان ایرانی در آمریکا و کنفدراسیون جهانی شد. در نزدیکی انقلاب سال ۱۳۵۷ او در تأسیس جبهه دمکراتیک ملی مشارکت کرد و مدتی از اعضای هیئت تحریریه آزادی، ارگان آن جبهه بود.

## نویسندگی
شوکت در کتاب در تیررس حادثه که در سال ۱۳۸۶ از سوی نشر اختران در تهران منتشر شد، به زندگی سیاسی احمد قوام پرداخت. او برای نوشتن این کتاب به آرشیو وزارت خارجه ایران، انگلیس، آمریکا، و آلمان مراجعه و اسناد جدیدی را یافته و منتشر کرد که بعضاً همچون اسناد وزارت امور خارجه آلمان کمتر مورد توجه قرار گرفته بوده‌اند. به نوشته سیروس علی‌نژاد این کتاب «نمونهٔ درخشان نگاه دوباره به تاریخ و درنگ در گذشته‌است. نگاه دوباره ای که تصویر رایج قوام السلطنه را که مشحون از بدنامی است، به هم می‌ریزد و او را تا جایگاه بلند و درخور شأن یک سیاستمدار با تدبیر و وطن‌خواه برمی‌کشد.»
«پرواز در ظلمت، زندگانی سیاسی شاپور بختیار» آخرین کتاب شوکت دربارهٔ زندگی شاپور بختیار آخرین نخست‌وزیر حکومت پهلوی است.